# Freestyle Master Series
A Freestyle Master Series, mais conhecida como FMS, é uma liga profissional de batalha de rimas onde se enfrentam 10 MC's (as temporadas 2022/23 e 2023/24 estiveram conformadas por 12 participantes. A partir da temporada 2024/25 optou-se por regressar ao formato original de 10 participantes) de um mesmo país (ou com residência nesse país), com exceção da edição Internacional.
Num ano, cada MC enfrenta seus oponentes numa batalha, em que será julgado por pontuação; em função dos resultados do confronto e o que tenham votado os jurados da FMS, tendo em conta o flow, as skills, a presença de palco, a punchline e muitos outros detalhes.
Ao final da cada temporada, o MC com a pontuação mais alta é coroado como campeão, enquanto alguns dos que tiveram menor pontuação descem de categoria e são substituídos por outros.

## Edições

### Edições nacionais
Atualmente, são 8 países que contam com uma liga da FMS, sendo a Espanha a mais antiga, desde 2017. Em 2018, a Argentina foi o segundo país em contar com uma liga própria e sendo ainda a primeira a chegar na América Latina. Em 2019, Chile e México iniciaram as suas ligas. Em 2020, o Peru deu início à sua liga. Em 2022, a Colômbia se tornou o sexto país a contar com sua própria liga. E em 2024, começou a FMS Brasil, sendo a primeira liga de língua não espanhola da Urban Roosters.

### Edições internacionais
A Freestyle Master Series, também conta com quatro edições internacionais, sendo a primeira celebrada no dia 7 de março de 2020 no Peru, tendo o mexicano Aczino como o primeiro campeão internacional, derrotando na final o espanhol Chuty. A segunda edição internacional foi celebrada no dia 11 de setembro de 2021 na Espanha, onde o espanhol Gazir se tornou campeão ao derrotar ao seu compatriota Tirpa na final.
Em 2023, iniciou uma nova liga internacional, a FMS Caribe, na qual participam onze países.
A terceira edição internacional foi celebrada em 12 de março de 2023 na Colômbia, tendo o espanhol Chuty como campeão ao derrotar o argentino Mecha na final. A quarta edição internacional foi celebrada no dia 24 de fevereiro de 2024 no México, onde o argentino Larrix foi o campeão depois de derrotar o chileno El Menor na final. Também foi anunciado que a quinta edição internacional será celebrada em El Salvador.
Ainda em 2024, se iniciou a FMS World Series, uma superliga dos campeões internacionais e no dia 18 de janeiro de 2025, aconteceu a final da primeira edição, com o freestyler da Espanha, Chuty, se consagrando campeão.

## Regras
As regras da FMS são resumidas em 9 pontos principais:
1. Vitória: 3 pontos.
2. Vitória com réplica: 2 pontos.
3. Derrota: 0 pontos.
4. Derrota com réplica: 1 ponto.
5. O primeiro colocado se torna o campeão da FMS.
6. O 9° e 10° colocado são desclassificados diretamente (A partir da temporada 2021, o 11° e 12° são desclassificados diretamente).
7. O 8° colocado (o 9° e 10.º desde a temporada 2021) disputam uma batalha eliminatória contra o 3° colocado (e o 4° colocado desde a temporada 2021) do ranking de acesso, se ganha, continua na liga, se perde, é desclassificado.
8. Os acessos ocorrem por meio do ranking de acesso da Urban Roosters.
9. Do ranking de acesso, o 1° e 2° colocado são classificados diretamente.

## MC's
| Argentina    | - Barto - CTZ - Dybbuk - Jesse Pungaz - Klan - Larrix - Mecha - Nasir Catriel - Stuart - Teorema           |
| Caribe       | - Éxodo Lirical - Ghetto - Jony Beltrán - Kodigo - Letra - Metalingüística - Replik - Reverse - SNK - Zaki |
| Chile        | - Acertijo - Anubis - Blade - El Menor - Drose - Joqerr - Nitro - Racso - Rodamiento - 99 - Teorema        |
| Colômbia     | - Airon - Coloso - Chang - Fat-N - Filósofo - Lokillo - Marithea - Puppy - RBN - Sony                      |
| Espanha      | - Alek - Chuty - Gazir - Kmbra - Le33 - Michu - MNAK - Sawi Elekipo - Sweet Pain - Zasko                   |
| México       | - Azuky - Cacha - Danger - Dominic - Lobo Estepario - Maquiavelico - Rapder - RC - Skone - Valles-T        |
| Peru         | - Arkano - Black Code - Jota - KG - Letras Tarapoto - MP - Nekroos - Skill - Vijay Kesh - Xplain           |
| Brasil       | - Big Mike - Bl4ck - Jotapê - Kaemy - Kant - Magrão - Martzin - Neo BXD - Vitu - Winnit - WM - Youngui     |
| World Series | - Aczino - Chuty - El Menor - Gazir - Kodigo - Larrix - Letra - Nitro - Valles-T - Teorema                 |

## Campeões
No Brasil, até o momento ocorreu apenas uma edição, com o Jotapê sendo campeão contra o Neo BXD.
| Temporada | Espanha | Argentina | Chile    | México         | Peru  | Colômbia | Caribe | Brasil | Internacional | World Series |
| --------- | ------- | --------- | -------- | -------------- | ----- | -------- | ------ | ------ | ------------- | ------------ |
| 2017      | Chuty   | -         | -        | -              | -     | -        | -      | -      | -             | -            |
| 2018      | Chuty   | Wos       | -        | -              | -     | -        | -      | -      | -             | -            |
| 2019      | Chuty   | Trueno    | Teorema  | Aczino         | -     | -        | -      | -      | Aczino        | -            |
| 2020/21 * | Bnet    | Stuart    | Nitro    | Rapder         | Jaze  | -        | -      | -      | Gazir         | -            |
| 2022/23   | Gazir   | Papo      | Nitro    | Aczino         | Jaze  | Valles-T | -      | -      | Chuty         | -            |
| 2023/24   | Gazir   | Larrix    | El Menor | Lobo Estepario | Skill | Valles-T | Letra  | Jotapê | Larrix        | -            |
| 2024/25   | Chuty   | Mecha     | El Menor | Rapder         | Skill | Chang    | Kodigo |        |               | Chuty        |

* Devido às dificuldades logísticas decorrentes da Pandemia de COVID-19, a FMS 2020 foi estendida até parte do ano seguinte, causando um descompasso nas temporadas que se mantém até hoje..